# Undivided
Undivided è un singolo del gruppo musicale britannico Asking Alexandria, pubblicato il 25 settembre 2015 come secondo estratto dal quarto album in studio The Black.

## Tracce
1. Undivided – 3:35

## Formazione
Gruppo
- Denis Stoff – voce
- Ben Bruce – chitarra solista, voce
- Cameron Liddell – chitarra
- Sam Bettley – basso
- James Cassells – batteria

Altri musicisti
- Joey Sturgis – pianoforte, sintetizzatore, orchestra, coro, programmazione, foley, sound design

Produzione
- Joey Sturgis – produzione, ingegneria del suono, missaggio, mastering
- Chuck Alkazian – registrazione e ingegneria parti di batteria
- Josh Karpowicz – assistenza tecnica parti di batteria
- Sam Graves – montaggio parti di batteria, ingegneria e montaggio parti di chitarra e basso, ingegneria parti vocali
- Joe Graves – ingegneria parti vocali
- Nick Matzkows – ingegneria parti vocali

## Classifiche
| Classifica (2011)          | Posizione massima |
| -------------------------- | ----------------- |
| Regno Unito (rock & metal) | 27                |